# Светофор
Светофор (рус. Светофор — у преводу „семафор”) руски је ланац дисконтних супермаркета са седиштем у Краснојарску. У власништву је предузећа Торгсервис, у чијем се власништву налазе и супермаркети Мере. Послује у Русији, Казахстану, Србији, Белорусији и Кини. Од децембра 2019. има више од 1.400 продавница широм света.

## Пословање у Србији
Прва два супермаркета Светофор у Србији отворени су 26. фебруара 2021. године. Поред Светофора, у Србији послује и ланац супермаркета Мере који се налази у истом власништву.